# Charles Stirling
Pour les articles homonymes, voir Stirling.
Sir Charles Stirling (né le 28 avril 1760 à Londres et mort le 7 novembre 1833 à Chertsey) était un amiral britannique, commissaire en Jamaïque et commandant en chef du Cap de Bonne-Espérance,
Il reçut les Clés de la ville de Londres.